# Gephyroctenus
Gephyroctenus là một chi nhện trong họ Ctenidae.